# Benjamin Franklin National Memorial

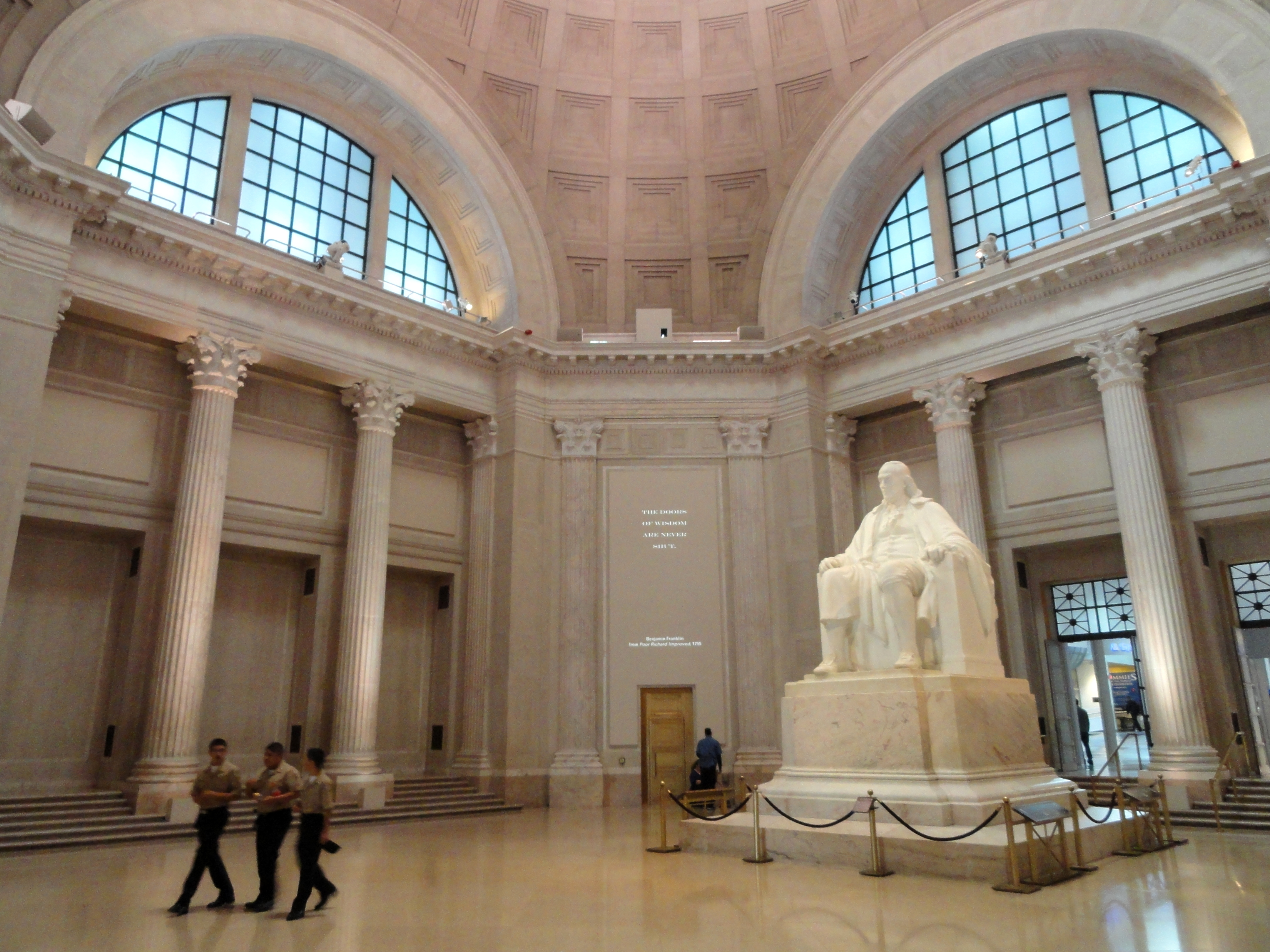
Benjamin Franklin National Memorial.

Le Benjamin Franklin National Memorial, situé dans la rotonde du Franklin Institute de Philadelphie en Pennsylvanie, est un mémorial national américain.
Il s'agit d'une salle commémorative consacrée à Benjamin Franklin. Elle a été conçue par John T. Windrim d'après le Panthéon de Rome. Son élément central est l'imposante statue de Franklin. Cette dernière, mesurant 6,1 mètres de haut, a été sculptée par James Earle Fraser entre 1906 et 1911. Elle honore l'écrivain, inventeur et homme d'Etat américain. Avec un poids de 27 tonnes, la statue se dresse sur un piédestal de marbre blanc provenant de Seravezza et pesant 83 tonnes.

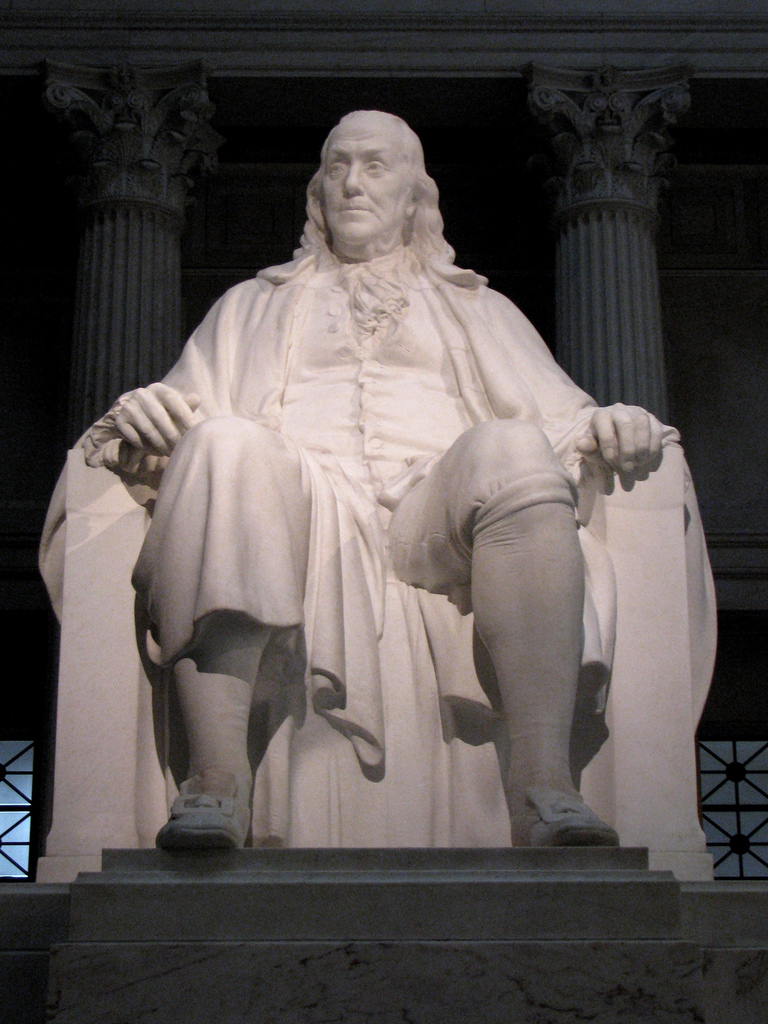
Statue de Benjamin Franklin.
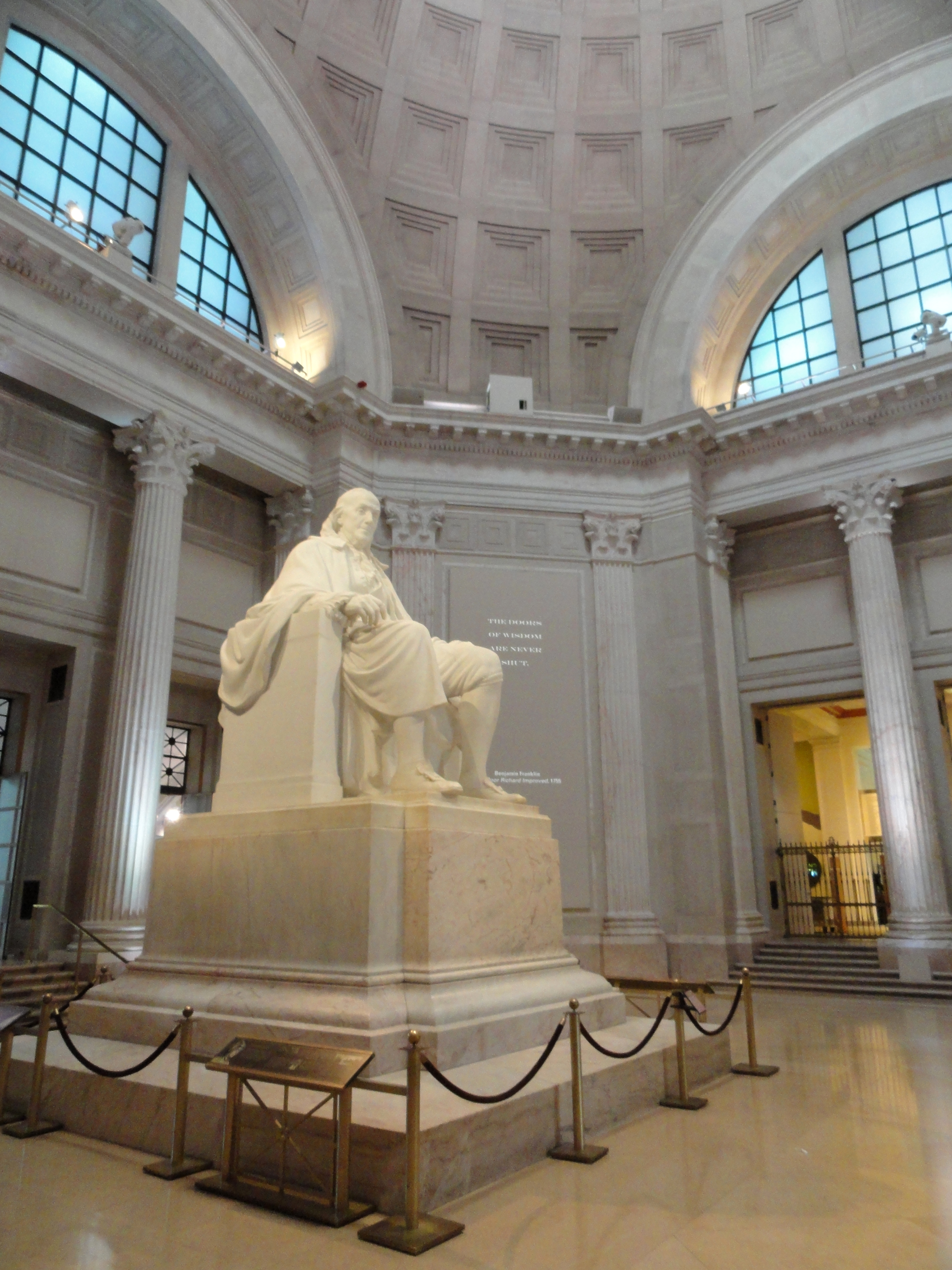
Statue de Benjamin Franklin.